# Hofman Hill
Der Hofman Hill ist ein 1065 m hoher und eisfreier Berg im ostantarktischen Viktorialand. Er ragt an der Scott-Küste unmittelbar nördlich der Mündung des Blackwelder-Gletschers auf.
Das Advisory Committee on Antarctic Names benannte ihn 1992 nach dem US-amerikanischen Biologen Robert J. Hofman, ab 1975 Mitglied der Kommission zum Schutz der Meeressäuger im Kongress der Vereinigten Staaten, der darüber hinaus in den 1960er und 1970er Jahren in zwölf Kampagnen Studien zur Robbenpopulation in Antarktika durchführte und von 1983 bis 1986 der Kommission zur Erhaltung der lebenden Meeresschätze der Antarktis angehörte.